# Социальность
Социальность — совокупность приобретённых человеком свойств, способствующих его жизнедеятельности и инкорпорации в социум. Социальность — субъективный подход к процессу социализации. Однако социальность нельзя понимать как процесс самообразования и воспитания: термин более всего подходит для выражения ценностей, приобретённых человеком непосредственно от социальной группы, и выразителем которых он стал. Понятие социальности описывает ситуацию, при которой фактор действует непосредственно от лица группы, представляет её интересы, ценности, нормы.
Исторически термин употребляется ещё в словаре В. И. Даля, в котором упоминается его французское происхождение, а также термин трактуется как «общежительность, гражданственность, взаимные отношения и обязанности гражданского быта…»